# 德米特里夫卡 (伊久姆區)
49°3′20″N 37°7′40″E / 49.05556°N 37.12778°E
德米特里夫卡（烏克蘭語：Дмитрівка）是位於烏克蘭東部的村莊，由哈爾科夫州伊久姆區的奧斯基爾市鎮負責管轄。該村面積0.63平方公里，海拔高度136米，2001年人口69，人口密度每平方公里110.1人。